# مارك إس. اولسن
مارك إس. اولسن (بالإنجليزية: Mark S. Olsen)‏ هو فنان نيوزلندي، ولد في 12 أكتوبر 1962.